# Thomas Sheraton

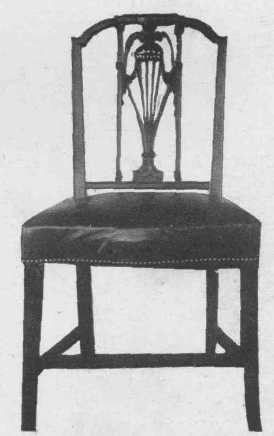
Sheratonstoel.

Thomas Sheraton (Stockton-on-Tees, 1751 - ?, 22 oktober 1806) was een neoclassicistische meubelontwerper. Zijn meubels zijn verwant aan die van zijn collega George Hepplewhite.
Hij was schrijnwerker, predikant en geleerde. Zijn vermaardheid komt meer naar voren door zijn boek: The Cabinetmaker and Upholster's drawingbook dat verscheen in 1790, dan wel uit zijn eigenlijke werk. Hijzelf leefde en stierf in armoede, terwijl anderen na zijn dood rijk werken van zijn werken. Hij schreef ook : Design for furniture , en The Cabinet Dictionary dat in 1803 uitkwam. Met zijn werk Encyclopedia voor meubelmakers en stoffeerders was hij slechts aan de letter 'C' gekomen toen hij stierf.
Het algemene karakter van Sheraton toont de invloed van de Franse kunst op het einde van de 18e eeuw.

## Versieringen
Inlegwerk, beschilderde panelen, mahonie en palissander alsook satijnhout rijk gebeeldhouwd en ingelegd met bloemendessins, geometrische figuren, vazen, urnen en bladvormen. Gewoonlijk effen oppervlakken met inlegwerk en schilderwerk. Het beeldhouwwerk beperkt zich hoofdzakelijk tot de stoelruggen en poten. De stoelruggen waren recht van vorm en met de versiering van gesneden spijlen, middenstukken in vaasvorm of gesneden takken. Zijn meubels zijn elegant van vorm en kenmerken zich door gebruik van inlegwerk met verschillende houtsoorten.
- Bibsys: 90074913
- Gemeinsame Normdatei: 118613790
- International Standard Name Identifier: 0000 0001 2319 7385
- Library of Congress Control Number: n84019850
- Nationale Bibliotheek van Tsjechië: mzk2012728177
- Nationale bibliotheek van Australië: 36588701
- Nationale Bibliotheek van Israël: 987007523026705171
- Nederlandse Thesaurus van Auteursnamen: 140522190
- RKD-Nederlands Instituut voor Kunstgeschiedenis: 72316
- SNAC: w63x9r2g
- Système universitaire de documentation: 097392669
- Trove: 1308079
- Virtual International Authority File: 3263619
- WorldCat: E39PBJy4bHmpGxWXypq9Xjvrbd